# Great Bromley
Great Bromley is een civil parish in het bestuurlijke gebied Tendring, in het Engelse graafschap Essex.

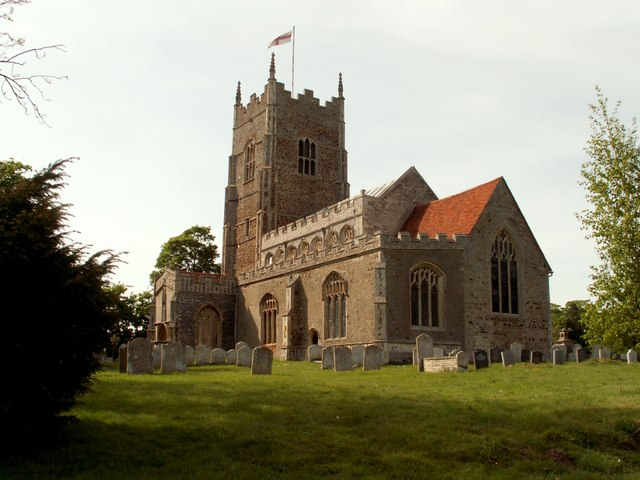
Parochiekerk van St George